# Europaleta

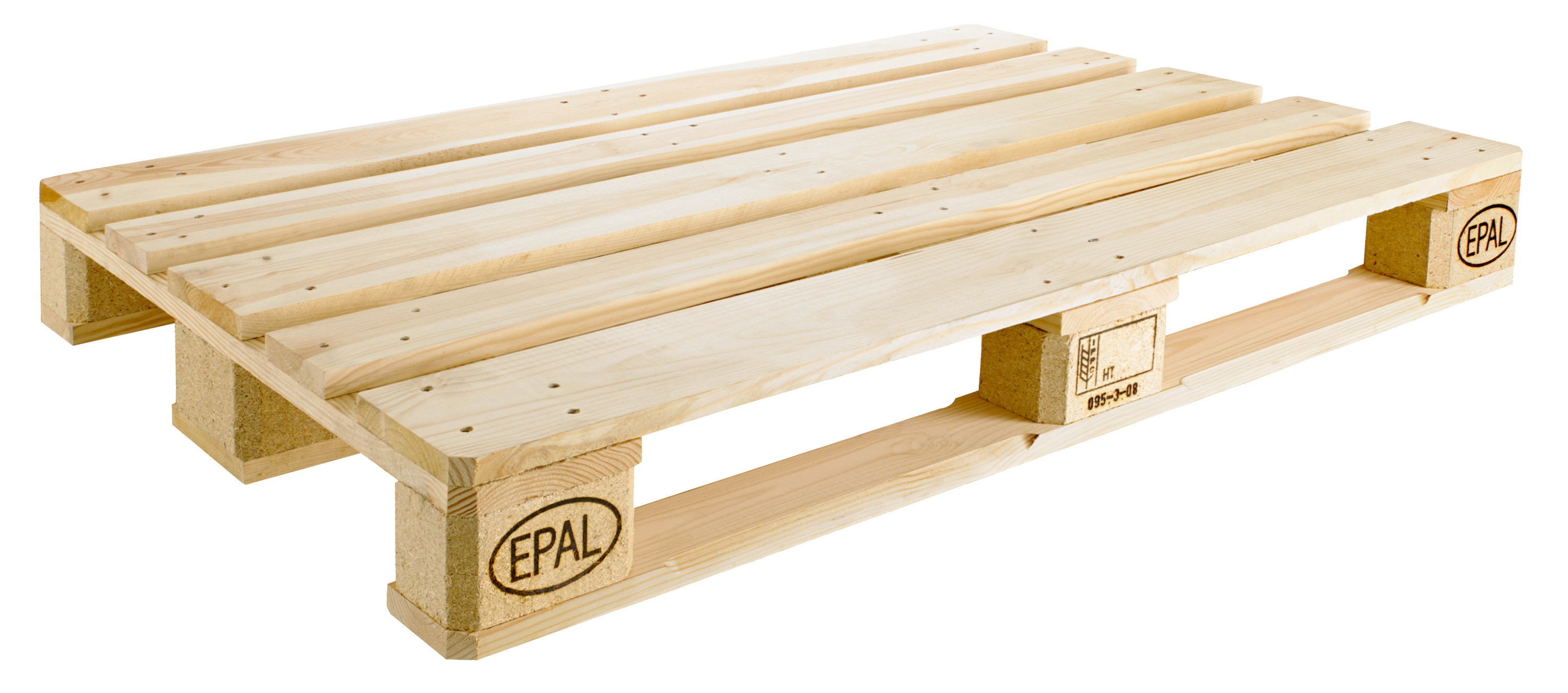
Europalet

Rozměrový výkres europalety

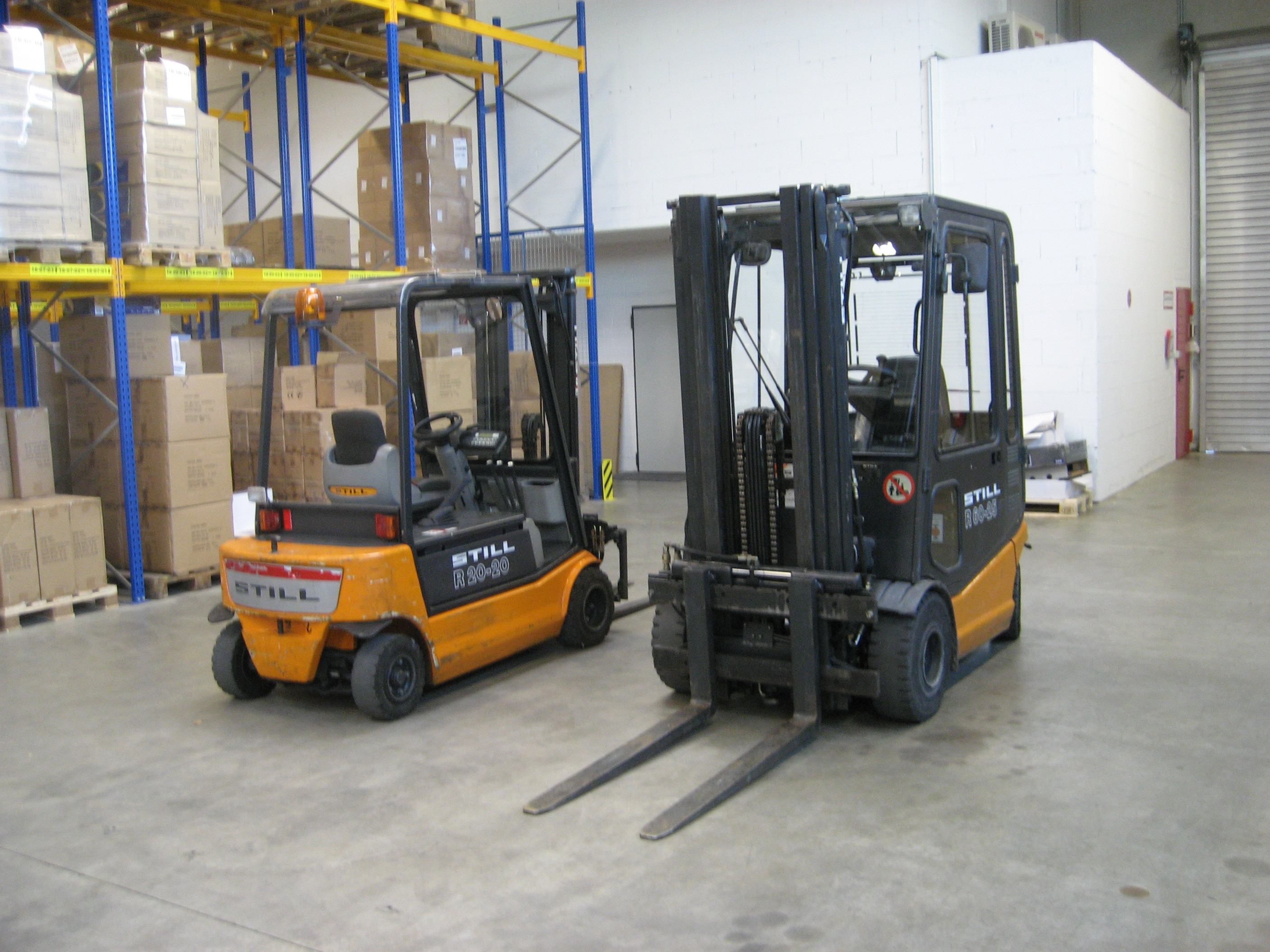
Dva vysokozdvižné vozíky před regálem s europaletami

Europaleta je v Evropě velmi rozšířená výměnná transportní paleta. Je to velmi detailně normovaná, dřevěná plochá paleta s plochou 0,96 m² a s mírami 1200 × 800 × 144 mm (délka × šířka × výška). Vlastní váha palety je 20–24 kg podle vlhkosti dřeva. Je spojená 78 speciálními hřebíky. Europaleta je takzvaně čtyřstranná paleta. Může být uchopena (nabrána) ze všech čtyř stran automatickým manipulačním zařízením nebo vysokozdvižným vozíkem a transportována. Kvůli uzavření na delších stranách je omezena manipulace s paletou u vozíků, které mají stabilizační kolečka uložena v půdorysu nabíracích vidlí; jedná se především o ručně vedené vysokozdvižné vozíky. S těmito vozíky lze paletu nabranou naširoko na zemi přemístit, ale nelze ji stohovat nebo naopak ze stohovaného sloupce ji nelze uložit přímo na zem. Europaleta odpovídá železničním předpisům Mezinárodní železniční unie (UIC) i předpisům European Pallet Association (EPAL). Europalety nejsou obvykle ukládány do ISO-kontejnerů, protože rozměry europalet odvozené od rozměrů železničních vagónů kontejnerům nevyhovují. Není možné využít drahý prostor v kontejneru. Neshoda je vyvolaná rozdílnými systémy délkových měr v Evropě, odkud jsou europalety, a v USA, odkud pocházejí kontejnery.

## Kritéria vyměnitelnosti
Europaleta je takzvaně výměnná paleta, po vyprázdnění se nevrací odesílateli, ale nakládá se na ni další zboží, nebo se předává spediční firmě. Podmínky, kterým musí paleta vyhovět, jsou dosti striktně definovány. Nevhodné pro výměnu jsou palety, když:
- Paleta není vyrobena licencovaným výrobcem.
- Chybí označení EUR.
- Některé prkno chybí.
- Prkna jsou tak poškozena, že jsou vidět hřebíky.
- Některý špalík chybí nebo je poškozen tak, že je vidět několik hřebíků.
- Celkový stav je špatný (paleta je špinavá, dřevo je shnilé).
- Paleta byla opravena neoprávněným výrobcem.

Podmínky pro výrobu a opravu europalet jsou definovány až do umístění jednotlivých hřebíků. Přesto se objevují falešné europalety, které nejsou vyrobeny v souladu s příslušnou normou – většinou nedosahují kvality palet vyrobených podle normy, protože jsou pro výrobu použity nekvalitní nebo rozměrově ošizené konstrukční díly.

## Označení europalet
Pravá europaleta musí být označena následujícím způsobem:
Na delší stranu palety jsou do špalíků vypáleny razníkem tyto údaje:
- levý špalík – označení státu původu – označení příslušné dráhy (např. logo Českých drah pro palety vyrobené v Česku),
- prostřední špalík – označení výrobce – přidělené číslo, kontrolní skobička, * U opravené palety kulatý hřeb na středním špalíku na obou delších stranách,
- pravý špalík – označení EUR v oválu.

## Nosnost europalet
1000 kg, je-li zátěž nerovnoměrně rozložena na ploše europalety,
1500 kg, je-li zátěž rovnoměrně rozložena na plochu europalety,
2000 kg, je-li zátěž v celistvé formě a rovnoměrně celou plochou doléhá na celý povrch ložné plochy palety.

## Využití europalet
Přestože europalety mají původ v železniční dopravě, široce se využívají ve spedici a transportu zboží. V mnoha průmyslových odvětvích jsou balicí stroje normalizovány pro ukládání zboží na europalety.
V posledních letech je možné sledovat trend, který nastartoval zpracování použitých i nových europalet na nejrůznější nábytek či truhlíky.